# Cattedrale del Sacro Cuore (Tashkent)
La cattedrale del Sacro Cuore di Gesù (in russo Собор Святейшего Сердца Иисуса?) è la cattedrale cattolica di Tashkent in Uzbekistan e la più grande chiesa cattolica del Paese. Fu consacrata al Sacro Cuore. È la cattedrale dell'Amministrazione apostolica dell'Uzbekistan.

## Storia
L'edificio neogotico fu costruito nel 1912 su iniziativa della numerosa comunità cattolica di origine polacca o lituana in questa città militare e commerciale di confine dell'Impero russo (all'epoca la parrocchia era parte dell'arcidiocesi di Mogilev). La costruzione fu diretta all'epoca dall'abate Justin Bonaventure Pranaitis, poi, dopo la sua morte nel 1917, da padre Boleslaw Rutenis. L'architetto Ludwig Paczakewicz, responsabile del progetto, fece appello ai lavoratori cattolici polacchi che militavano nella guarnigione di Tashkent. Dopo l'arrivo dei bolscevichi nel 1920, la costruzione venne interrotta a causa della scarsità di risorse e della partenza della maggior parte dei polacchi verso il loro paese di origine diventando così indipendente. Successivamente le campagne di persecuzione anti-religiose sempre più violente scoraggiarono i parrocchiani dalla frequentazione della chiesa. Fu infine chiusa al culto nel 1925. Fu trasformata in magazzino, sala, ecc. Tutte le suppellettili interne, le decorazioni, ecc. andarono distrutte assieme ai mobili, alle sculture, alle vetrate originali.
Nel 1976 le autorità locali della Repubblica socialista sovietica dell'Uzbekistan decisero di ripristinare l'edificio, che nel 1981 venne incluso nella lista dei monumenti storici dell'Uzbekistan e donato al Ministero della Cultura della Repubblica.
Nel 1992, dopo l'indipendenza del Paese, l'edificio venne restituito alla comunità cattolica. Il suo restauro iniziò nel 1993 sotto la direzione dell'architetto Sergej Adamov e l'ingegnere Aleksandr Ponomarëv. La chiesa fu consacrata come cattedrale il 22 ottobre 2000 dal nunzio apostolico del Kazakistan e dell'Asia centrale (1994-2001), l'arcivescovo Marian Oles.
Le messe sono celebrate in tre lingue: russo, inglese e coreano.

## Galleria d'immagini

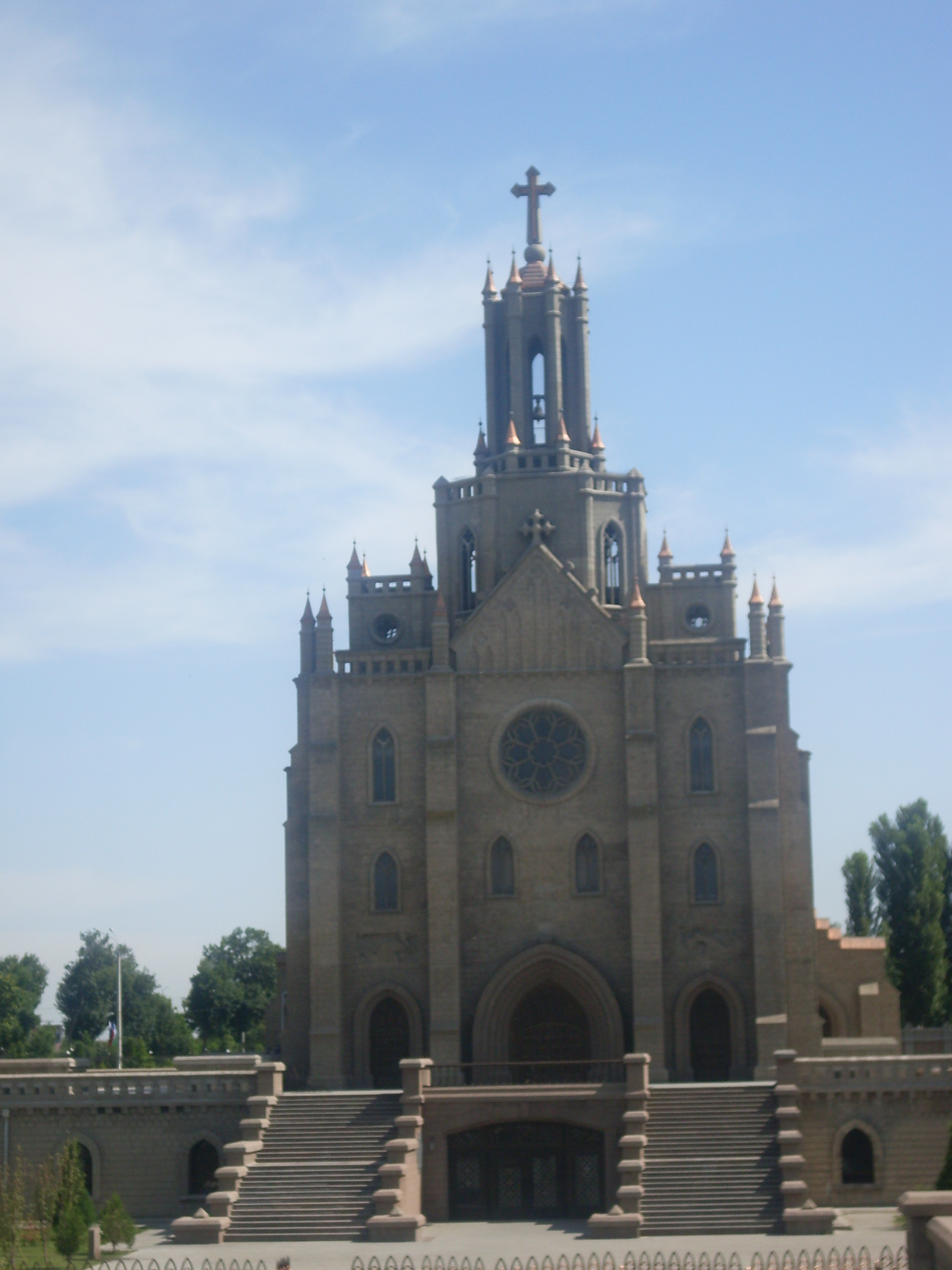
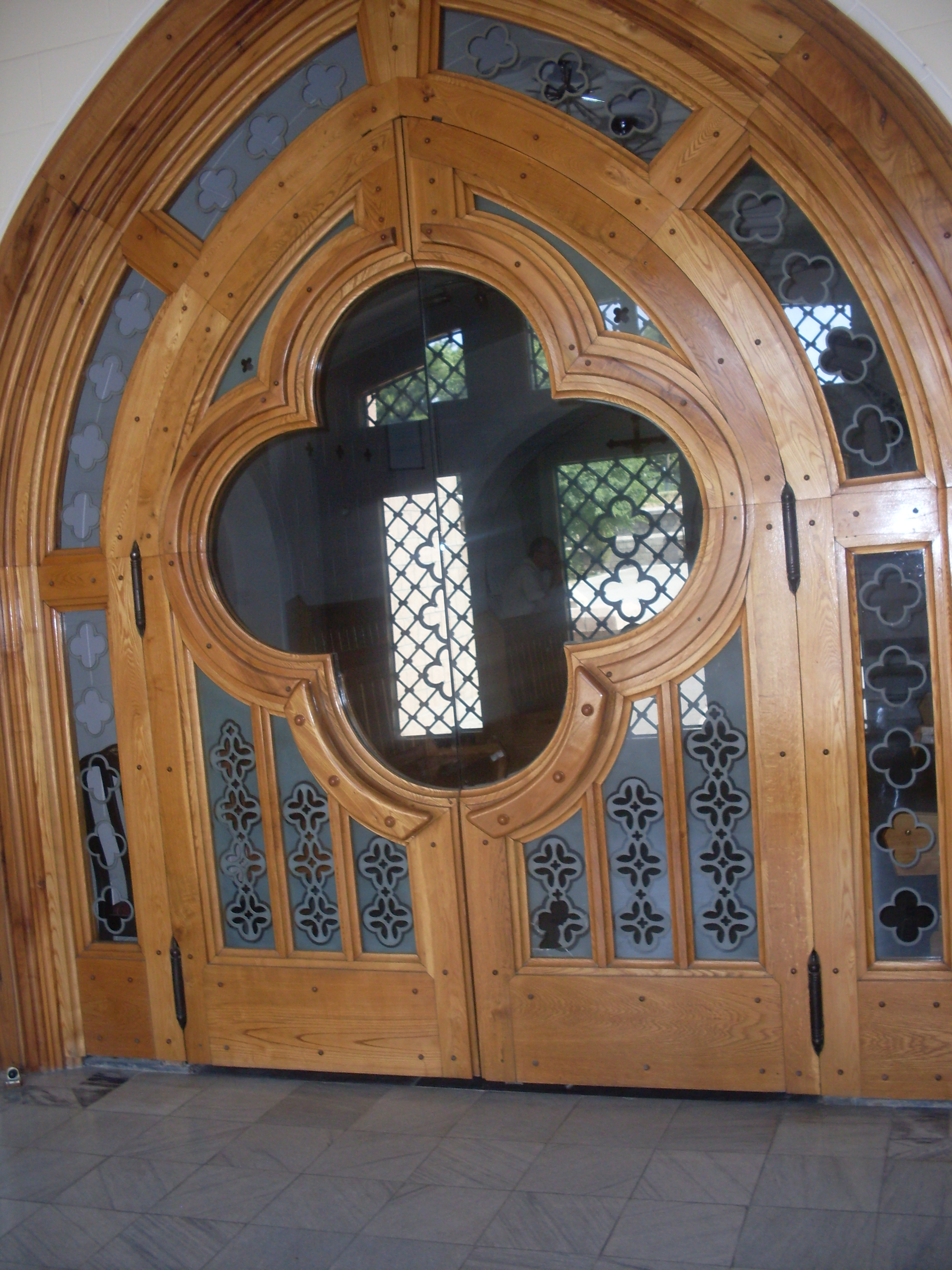
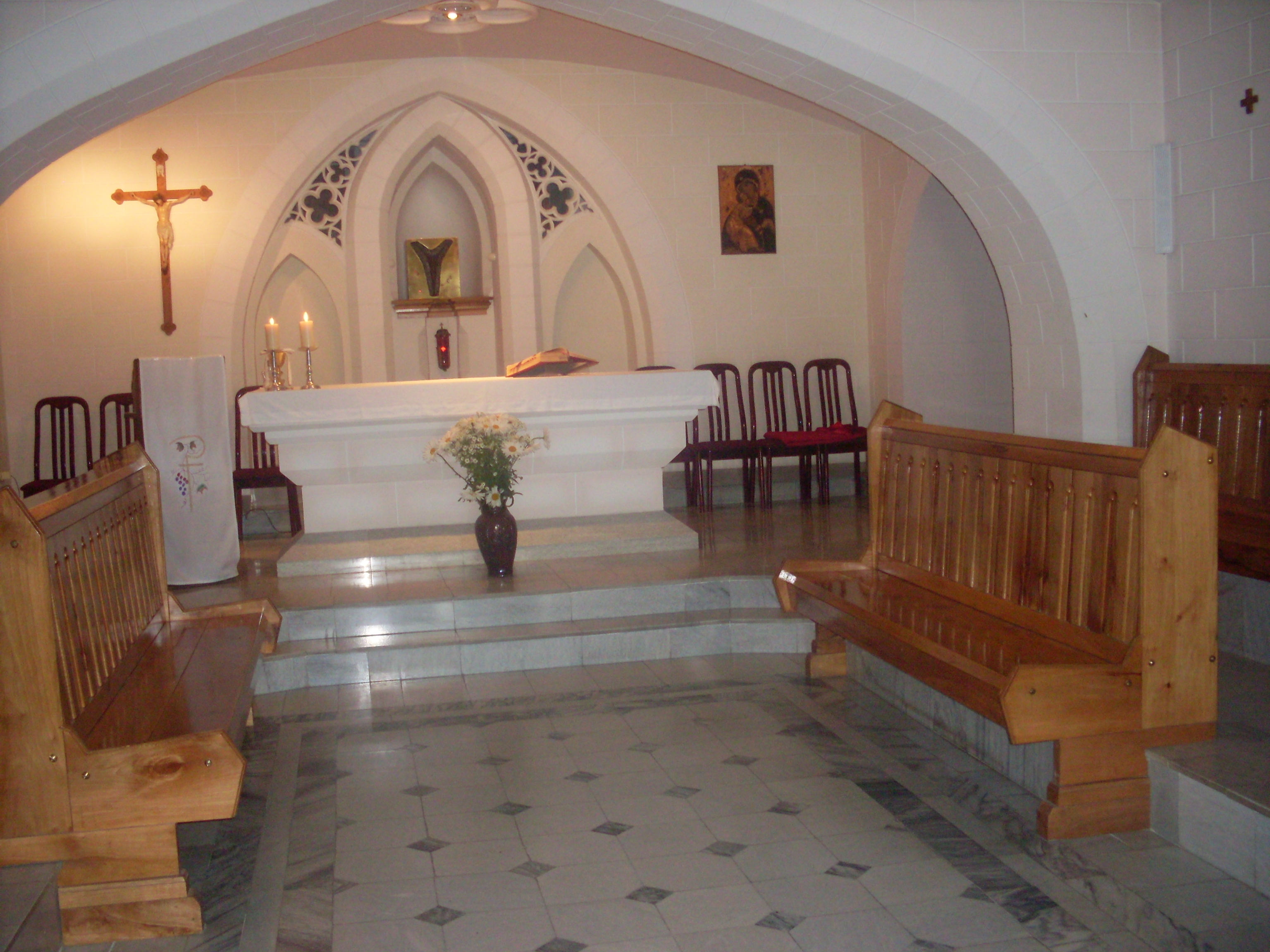
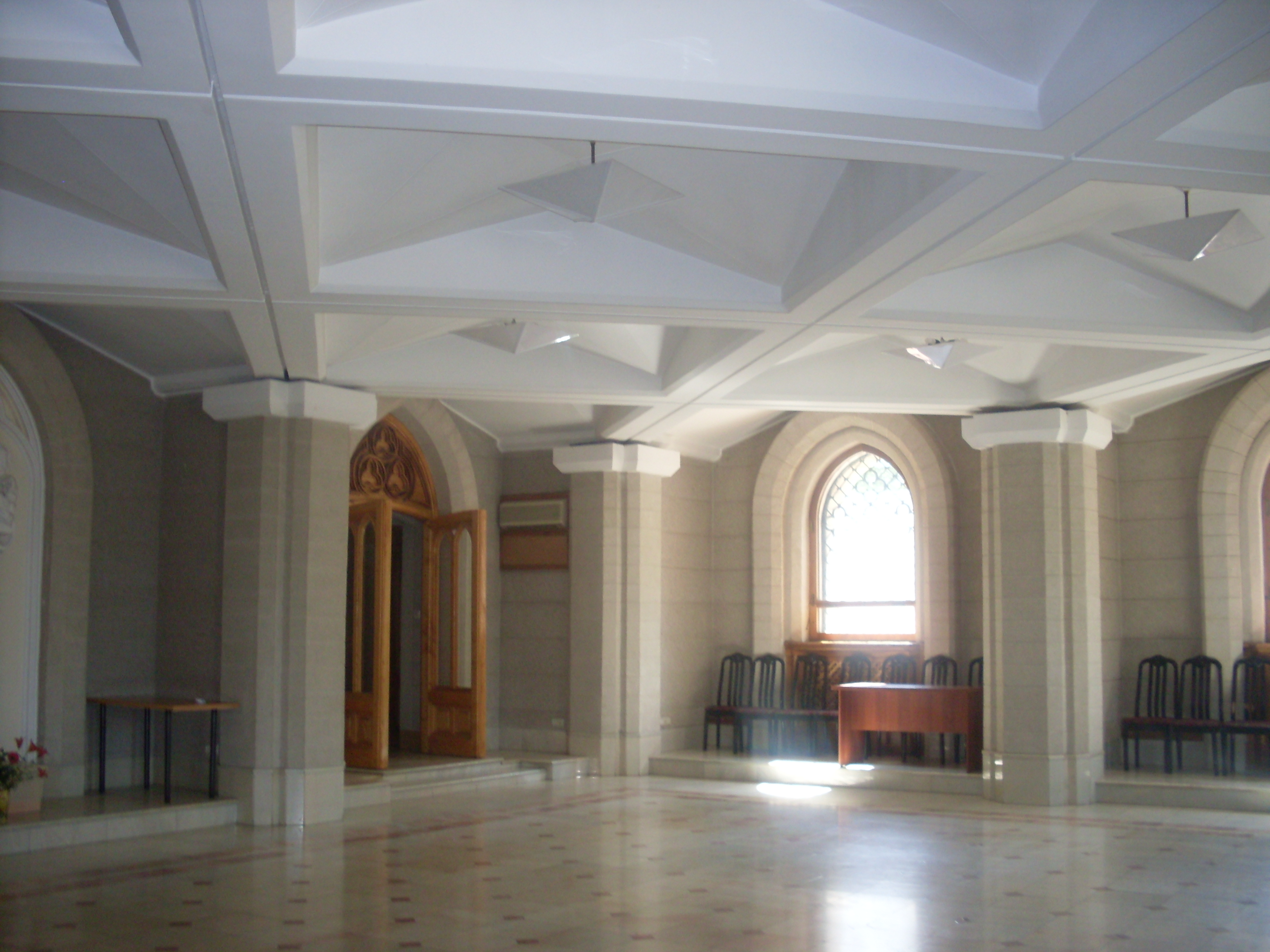
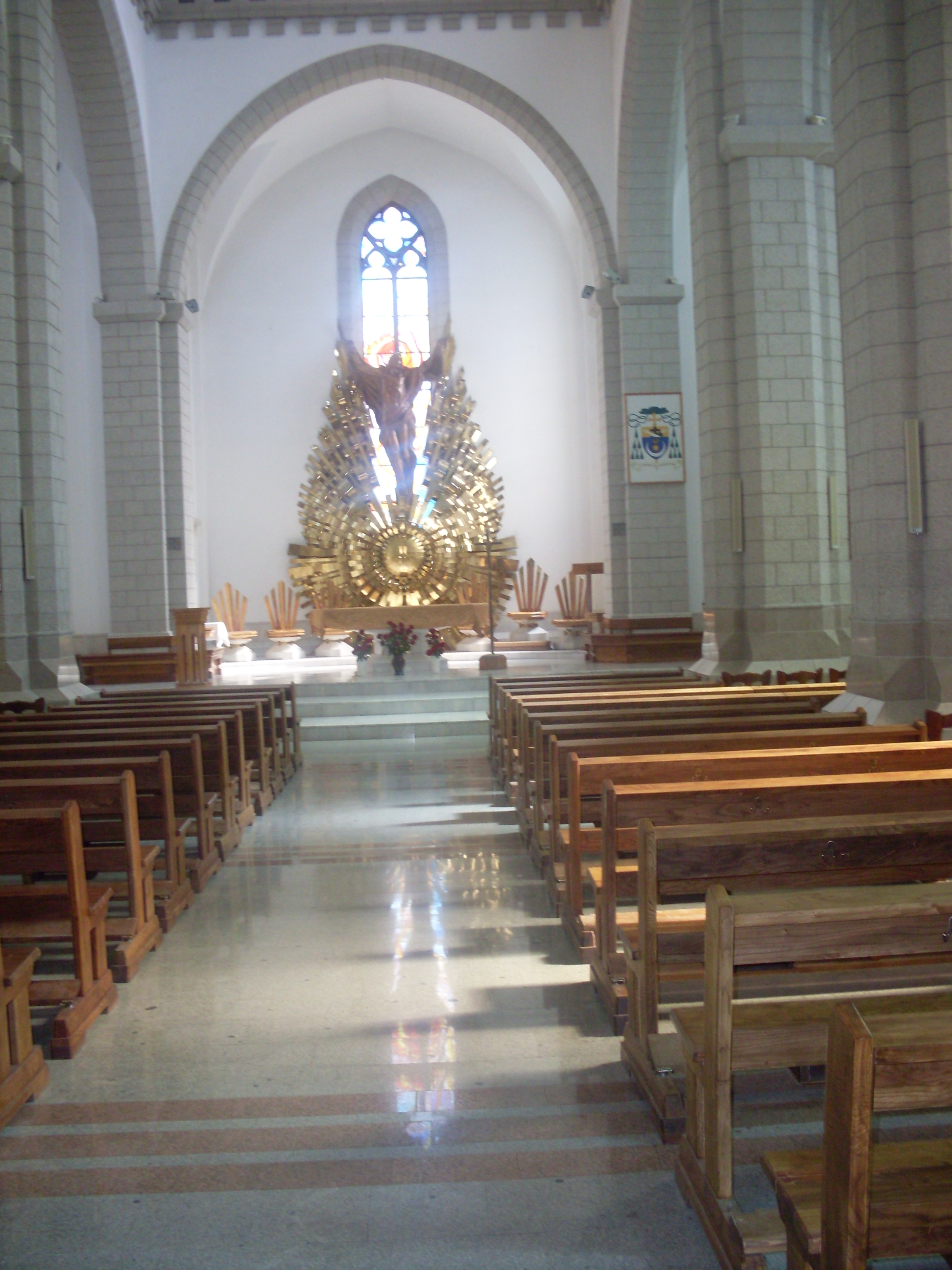
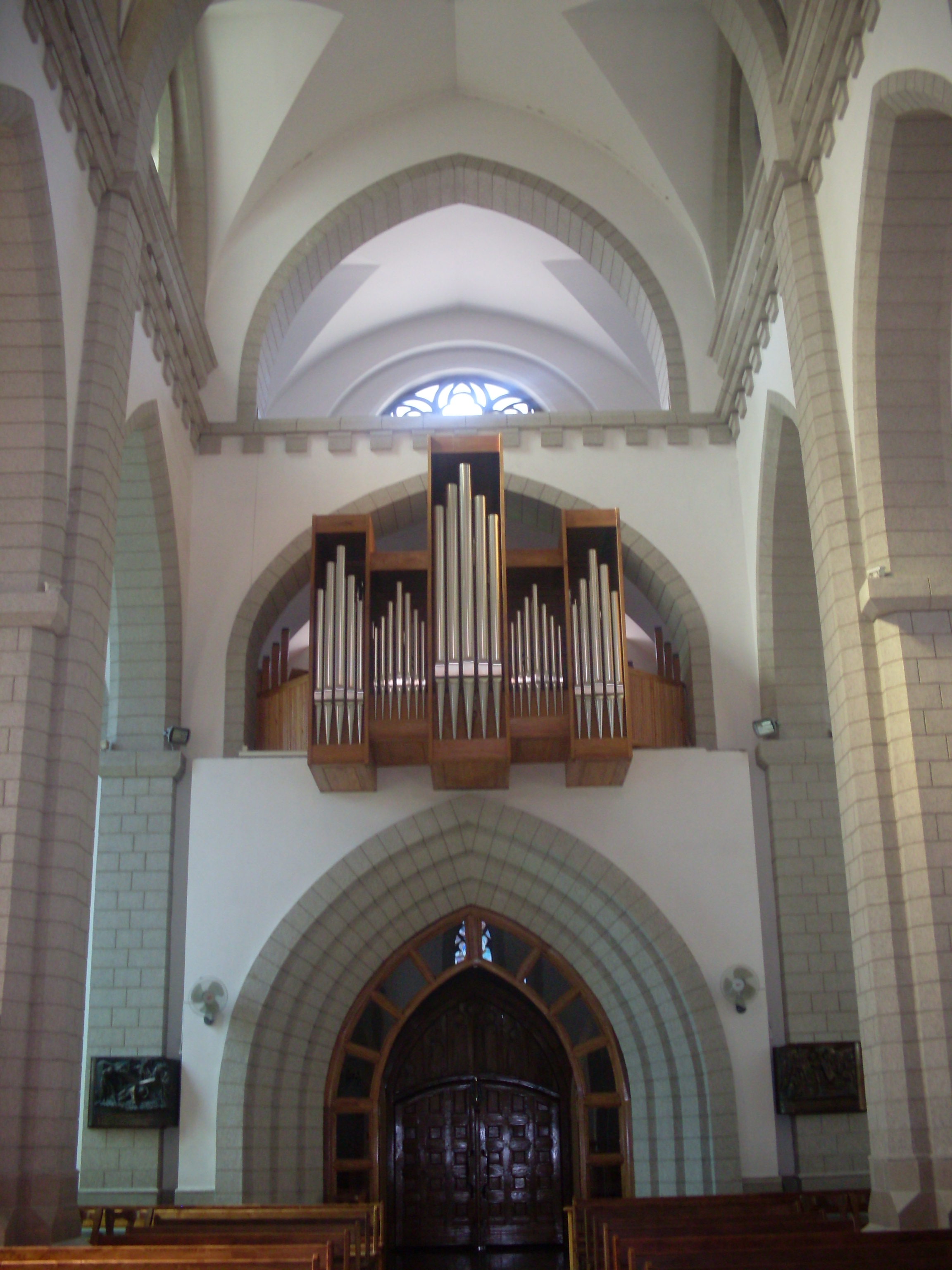